# Joseph Bernardi
Joseph Bernardi (* 31. März 1826 in Düsseldorf; † 9. März 1907 ebenda) war ein deutscher Landschaftsmaler der Düsseldorfer Schule.

## Leben
Bernardi wurde im Haus Hohe Straße 9 in Düsseldorf-Carlstadt geboren. Von 1838 bis 1846 studierte er an der Kunstakademie Düsseldorf. In den Jahren 1843 bis 1846 war Bernardi Schüler in der Landschafterklasse von Johann Wilhelm Schirmer. Danach hielt er sich in München auf, wo er 1850 als Mitglied des dortigen Kunstvereins geführt wurde. Später kehrte er nach Düsseldorf zurück. Mit Motiven aus der Schweiz, Oberbayern, dem Taunus und der Rheinprovinz war er auf Ausstellungen in Bremen, Düsseldorf, Hannover, Magdeburg und München vertreten. 1890 wohnte er im Haus Duisburger Straße 33 in Düsseldorf-Pempelfort.

## Werke (Auswahl)

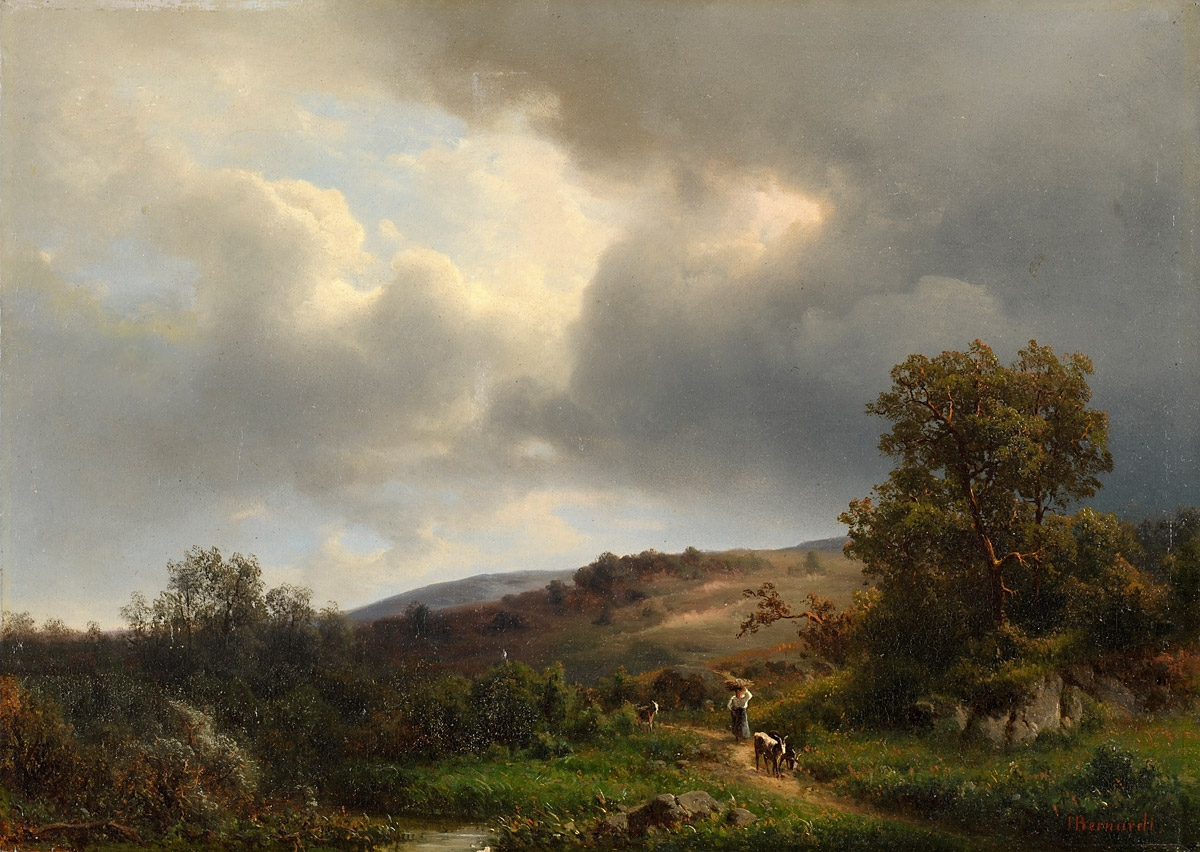
Eifellandschaft

Bernardi wurde vor allem durch seine Alpenlandschaften bekannt. Die gesamte Palette der zu seiner Zeit gängigen Darstellungsweisen und Motive beherrschte er. Sein Œuvre zeigt eine Vorliebe für dramatische Wetterereignisse und Lichtverhältnisse sowie sensationelle Gebirgsmassive und tosende Wildwasser.
- Sommerliches Alpenvorland, 1870
- Ringgenberg am Brienzersee, um 1880
- Alpenlandschaft, um 1880
- Eifellandschaft
- Heidelandschaft mit Schafhirt vor dem Gewitter
- Die Mühlsturzhörner im Bayrischen Gebirge
- Der Staubach im Lauterbrunnental im Berner Oberland
- Gebirgsschlucht mit Wasserfall im Berner Oberland
- Berglandschaft am Brienzersee
- Vierwaldstättersee
- Berglandschaft am Thunersee